# Jaume Cuéllar
Jaume Albert Cuéllar Mendoza (ur. 23 sierpnia 2001 w Granollers) – boliwijski piłkarz z obywatelstwem hiszpańskim występujący na pozycji skrzydłowego lub cofniętego napastnika, reprezentant Boliwii, od 2023 roku zawodnik hiszpańskiej Barcelony B.
Jego rodzice pochodzą z Boliwii.